# Ceza

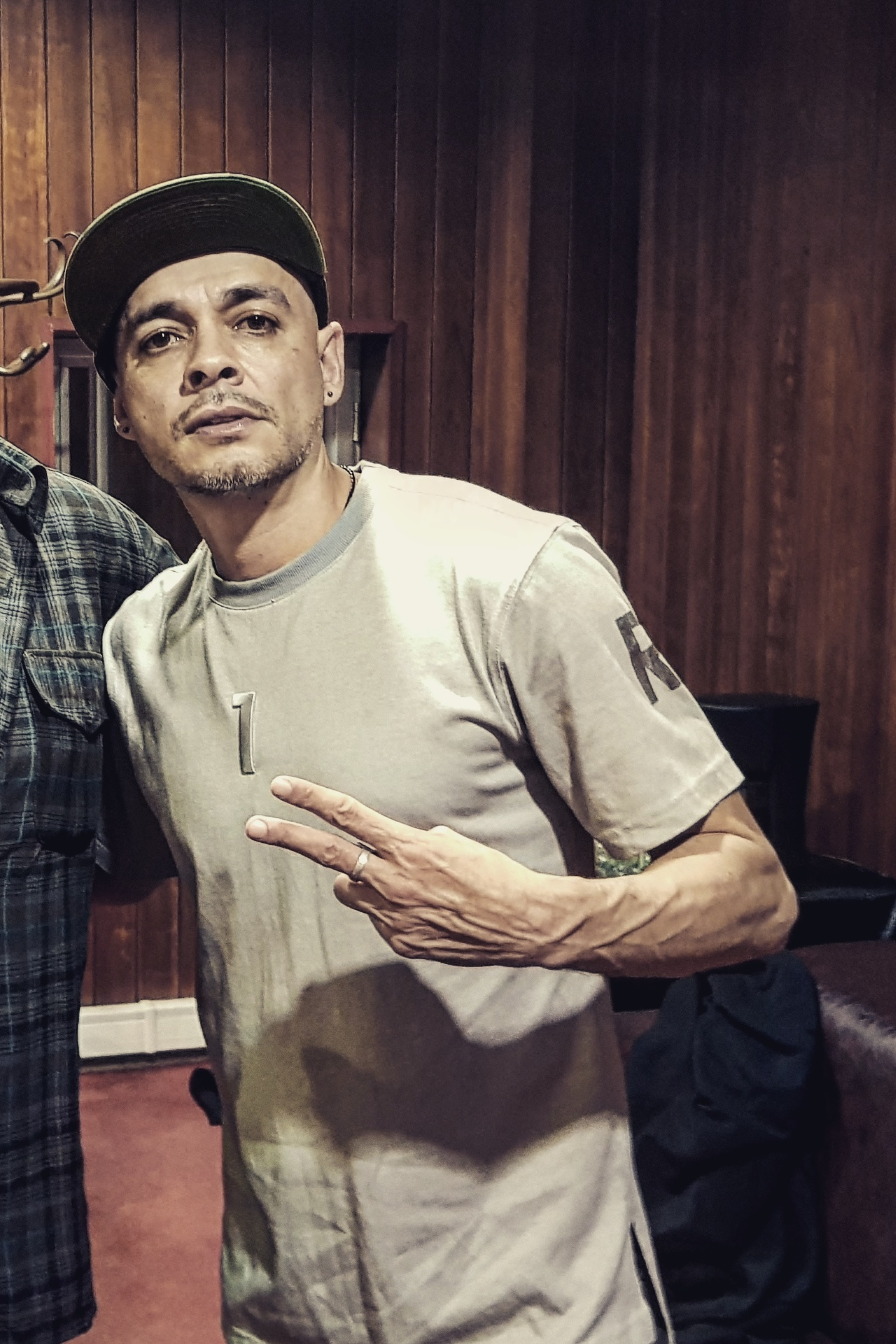
Ceza in 2018

Ceza (* 31. Dezember 1976 in Üsküdar/Istanbul; türk. „Strafe“; bürgerlich Bilgin Özçalkan) ist ein türkischer Rapper.

## Leben und Karriere
Ceza bildete zu Beginn gemeinsam mit dem türkischen Rapper Dr. Fuchs (mittlerweile lediglich als „Fuchs“ bekannt), der ebenfalls in Istanbul lebt, das Rap-Duo Nefret (dt. Hass). Ihre Zusammenarbeit begann 1998, aus denen die Alben Meclis-i ala Istanbul (2000, dt. Hoher Rat Istanbul) und Anahtar (2001, dt. Schlüssel) entstanden. Die Zusammenarbeit des Rap-Duos endete 2003. Gründe für die Trennung waren zum einen der Militärdienst, den Fuchs noch ableisten musste und zum anderen die Arbeit an Soloprojekten seitens beider Künstler. Eine offizielle Trennung gab es zwar noch nicht, eine weitere Zusammenarbeit zwischen den beiden Künstlern wird es jedoch voraussichtlich nicht mehr geben.
Ceza veröffentlichte bisher fünf Soloalben. Das Debütalbum Med-Cezir (dt. Ebbe und Flut) erschien im Jahr 2002. Aus diesem Album wurde das gleichnamige Lied Med-Cezir ausgekoppelt, das für viel Air Play und Aufmerksamkeit sorgte. Das zweite Album Rapstar mit Features wie Ayben (Cezas Schwester), Sahtiyan, Sagopa Kajmer, Dr. Fuchs, Fuat und der schwedischen Rap-Gruppe Fjärde Världen erschien im Jahr 2004 und war ein großer Erfolg.
Im Jahr 2005 folgte ein langjährige Fehde mit dem bekannten Rapper und langjährigen Freund Sagopa Kajmer. Laut Aussagen entstand dieser „Beef“ auf einem Europa-Konzert von Ceza, bei dem er sich mehrfach abfällig über Kajmer und seine Religiosität äußerte. Kurz darauf veröffentlichte Ceza einen Disstrack (Mürekkep Doldurdum, dt. Ich hab die Tinte nachgefüllt) gegen Sagopa Kajmer, dessen damalige Verlobte und Rapperin Kolera sowie gegen die Rapcrew Kuvvetmira. Sagopa Kajmer antwortete wiederum mit einer EP mit dem Titel Distortion. Diese wurde innerhalb einer Woche produziert und veröffentlicht.
Im Dezember 2005 wurde die EP Feyz Al (dt. sich ein Beispiel nehmen) mit drei neuen Songs veröffentlicht. Im Spätsommer 2006 brachte Ceza sein drittes Album Yerli Plaka (dt. Einheimisches Nummernschild) auf den Markt, das ein kommerzieller Erfolg wurde. Die erste Singleauskopplung war das gleichnamige Lied Yerli Plaka. Weitere Auskopplungen wie Fark Var und Sen Oyna Dilber folgten im Jahr 2007. Auf dem Album hat Ceza mit zahlreichen bekannten Künstlern zusammengearbeitet, wie u. a. mit den deutschen Rap-Kollegen Samy Deluxe, Afrob, Eko Fresh, Summer Cem oder Killa Hakan, mit dem amerikanischen Rapper Tech N9ne oder auch der türkischen Pop-Ikone Sezen Aksu.
Im Jahr 2006 erschien Ceza auf dem Remix der Single Gheddo von Eko Fresh.
Bei den MTV Europe Music Awards 2007 gewann Ceza den Best Turkish Act. Im selben Jahr erscheint er auf dem Track Alem Olsun von Alpa Gun auf dessen Album Geladen und Entsichert.
Im Jahr 2008 erscheint das Kollaboalbum Bomba Plak (dt. Bombenplatte) mit dem Berliner Rapper Killa Hakan, das primär in Berlin-Kreuzberg aufgenommen und produziert wird. In dieser Zeit pendelt Ceza regelmäßig zwischen Istanbul und Berlin.
2009 erscheint Ceza als Feature-Gast auf der Was Hat S.A.V. Da Vor?-EP des Berliner Rappers Kool Savas. Ein Jahr später erscheint das vierte Studioalbum mit dem Titel Onuncu Köy (dt. Zehntes Dorf).
Im Jahr 2015 folgt das fünfte Soloalbum mit dem Titel Suspus (dt. totale Stille). In den folgenden Jahren veröffentlicht Ceza Songs auf diversen Streamingportalen (Titel wie u. a. Denizci, Beatcoin oder Yeni Mesaj).
In den Jahren 2020 und 2024 gewann er jeweils einen Altın Kelebek Award in der Kategorie Bester Rapper.

## Diskografie

### Studioalben
- 2002: Med-Cezir
- 2004: Rapstar
- 2006: Yerli Plaka
- 2010: Onuncu Köy
- 2015: Suspus
- 2024: Yatay Zeka

### Kollaborationen
- 2000: Meclis-i Ala İstanbul (mit Dr. Fuchs als Nefret)
- 2001: Anahtar (mit Dr. Fuchs als Nefret)
- 2008: Bomba Plak (mit Killa Hakan)
- 2009: Festival 2009 (mit Kenan Doğulu & Pinhâni)

### EPs
- 2005: Feyz Al
- 2007: Evin Delisi

### Singles (Auswahl)
- 2002: Med-Cezir
- 2004: Sahilden (mit Burcu Güneş)
- 2004: Şehir (mit Candan Erçetin)
- 2004: Ab-i Nâfi (mit Mercan Dede Ensemble)
- 2004: Neyim Var Ki (mit Sagopa Kajmer)
- 2004: Holocaust
- 2006: Yerli Plaka
- 2006: Fark Var
- 2007: Gelsin Hayat Bildiği Gibi (mit Sezen Aksu)
- 2007: 800 (mit Mercan Dede Ensemble)
- 2007: Dark Places (mit Tech N9ne)
- 2007: Orientjazz (mit Samy Deluxe, Afrob & Sahtiyan)
- 2007: Hadi Bize Bağlan (mit Eko Fresh, Summer Cem & Killa Hakan)
- 2007: Alem Olsun (mit Alpa Gun)
- 2009: Futurama (United Nations RMX) (mit Kool Savas)
- 2010: Artık Suç Değil Sevgi İşleyin / Yüksek Gerilim
- 2011: Sen De Biraz Delisin (Organize Oluyoruz, Vol. 1)
- 2011: Worldwide Choppers (mit Tech N9ne, Busta Rhymes, Yelawolf, Twista, Twisted Insane, U$O, D-Loc & JL of B.Hood)
- 2012: Türk Marşi
- 2013: Turkish Style (mit Alpa Gun)
- 2015: Suspus
- 2017: Terslik Var (mit Can Bonomo)
- 2018: Denizci
- 2019: Beatcoin
- 2019: Fight Kulüp (mit Ezhel, Ben Fero & Killa Hakan)
- 2020: Yak (mit Tepki)
- 2020: Yeni Mesaj
- 2020: Fight Kulüp 2 (mit Killa Hakan, Summer Cem, Massaka, Khontkar, Anıl Piyancı & Contra)
- 2021: Baskın (mit DJ Sivo & Gazapizm)

## Auszeichnungen
- 2007: MTV Europe Music Awards in der Kategorie Best Turkish Act
- 2020: Altın Kelebek Award in der Kategorie Bester Rapper
- 2024: Altın Kelebek Award in der Kategorie Bester Rapper